# Battlefield
Battlefield (с англ. — «Поле битвы») — серия компьютерных игр в жанре тактико-стратегического шутера от первого лица, разработанная шведской компанией EA Digital Illusions CE и издаваемая компанией Electronic Arts.
Первая часть — «Battlefield 1942» — была выпущена в 2002 году и уже тогда получила широкую популярность. Серия особо популярна своим многопользовательским режимом с выбором воюющей стороны, класса бойца с уникальным оружием, и возможностью управлять техникой на земле, на воде и в небе. За 10 лет существования в игры серии поиграло больше 50 млн человек.
8 октября 2012 года становится известно, что компания Happy Madison, принадлежащая Адаму Сэндлеру, при содействии SONY Television занимается созданием телевизионного комедийного экшeн сериала по мотивам игр серии Battlefield: Bad Company. Заказчиком является телеканал FOX.

## Игры
| Год      | Название                     | Разработчики                                                                        | Движок               | Платформы               | Платформы                                               | Платформы              |
| Год      | Название                     | Разработчики                                                                        | Движок               | Персональные компьютеры | Игровые приставки                                       | Портативные устройства |
| -------- | ---------------------------- | ----------------------------------------------------------------------------------- | -------------------- | ----------------------- | ------------------------------------------------------- | ---------------------- |
| 2002     | Battlefield 1942             | DICE, Aspyr Media                                                                   | Refractor Engine 1   | Windows, OS X           | —                                                       | —                      |
| 2004     | Battlefield Vietnam          | DICE                                                                                | Refractor Engine 1   | Windows                 | —                                                       | —                      |
| 2005     | Battlefield 2                | DICE, DICE New York                                                                 | Refractor Engine 2   | Windows                 | —                                                       | —                      |
| 2005     | Battlefield 2: Modern Combat | DICE, EA Bright Light                                                               | RenderWare           | —                       | PlayStation 2, Xbox, Xbox 360                           | —                      |
| 2006     | Battlefield 2142             | DICE                                                                                | Refractor Engine 2   | Windows, OS X           | —                                                       | —                      |
| 2008     | Battlefield: Bad Company     | DICE                                                                                | Frostbite Engine 1.0 | —                       | PlayStation 3, Xbox 360                                 | —                      |
| 2009     | Battlefield Heroes           | DICE, Easy Studios                                                                  | Refractor Engine 2   | Windows                 | —                                                       | —                      |
| 2009     | Battlefield 1943             | DICE                                                                                | Frostbite Engine 1.5 | —                       | PlayStation 3, Xbox 360                                 | —                      |
| 2010     | Battlefield: Bad Company 2   | DICE, Coldwood Interactive, Digital Legends Entertainment                           | Frostbite Engine 1.5 | Windows                 | PlayStation 3, Xbox 360                                 | iOS, Android, Fire OS  |
| 2010     | Battlefield Online           | Neowiz Games, Electronic Arts, DICE                                                 | Refractor Engine 2   | Windows                 | —                                                       | —                      |
| 2011     | Battlefield Play4Free        | DICE, Easy Studios                                                                  | Refractor Engine 2   | Windows                 | —                                                       | —                      |
| 2011     | Battlefield 3                | DICE, EA Black Box, Criterion Games, Visceral Games, EA Tiburon, Danger Close Games | Frostbite Engine 2   | Windows                 | PlayStation 3, Xbox 360                                 | —                      |
| 2013     | Battlefield 4                | DICE, DICE LA, Uprise, Visceral Games, BioWare                                      | Frostbite Engine 3   | Windows                 | PlayStation 3, PlayStation 4, Xbox 360, Xbox One        | —                      |
| 2015     | Battlefield Hardline         | Visceral Games, DICE, DICE LA, Uprise, Criterion Games                              | Frostbite Engine 3   | Windows                 | PlayStation 3, PlayStation 4, Xbox 360, Xbox One        | —                      |
| 2016     | Battlefield 1                | DICE, DICE LA, Uprise, Criterion Games                                              | Frostbite Engine 3   | Windows                 | PlayStation 4, Xbox One                                 | —                      |
| 2018     | Battlefield V                | DICE, DICE LA, Criterion Games                                                      | Frostbite Engine 3   | Windows                 | PlayStation 4, Xbox One                                 | —                      |
| 2021     | Battlefield 2042             | DICE, Ripple Effect Studios, Criterion Games, EA Gothenburg, Industrial Toys        | Frostbite Engine     | Windows                 | PlayStation 4, PlayStation 5, Xbox One, Xbox Series X/S | —                      |
| 2025     | Battlefield 6                | DICE, Ripple Effect Studios, Criterion Games, Motive Studio                         | Frostbite Engine     | —                       | —                                                       | —                      |
| Отменена | Battlefield Mobile           | Industrial Toys                                                                     | Unreal Engine 4      | —                       | —                                                       | Android, iOS           |

## История
В настоящий момент историю создания серии можно разделить на три этапа, основываясь на используемом движке в каждой из игр:

### ДвижокRefractor Engine

#### Battlefield 1942

Battlefield 1942 — сражение за остров Гуадалканал

В игре присутствует как одиночная игра — кампания с искусственным интеллектом (ИИ), так и многопользовательская игра в интернете. Кампания включает в свои сюжетные сети 16 из наиболее значимых сражений Второй мировой войны. По четыре приходится на каждую из существующих в игре локаций: Северная Африка, Европа, Восток и Тихий океан. Игроку предстоит окунуться в самое сердце таких сражений, как битва за Харьков, взятие Берлина, морские сражения в Тихом океане. В игре пять сторон: японцы, американцы, немцы, англичане и СССР. Каждая из наций имеет свою уникальную боевую технику, соответствующую реальным машинам, которых в игре 32 различные единицы, включая самолёты и морские судна.
Официальные дополнения:
- Battlefield 1942: The Road To Rome
- Battlefield 1942: Secret Weapons of WWII

#### Battlefield: Vietnam
Два года спустя Electronic Arts издаёт вторую часть, темой которой является Вьетнамская война. Шутер получил одноимённое название — Battlefield Vietnam, в которой игрокам всё так же предоставлялась возможность захвата и защиты контрольных точек в многопользовательской игре, и прохождение кампании в одиночном режиме. В одиночном режиме игроку предоставляется возможность выбора одной из конфликтующих сторон — армии США и Северовьетнамской армии (англ. NVA - North Vietnam’s Army), у которых оружие и средства передвижения соответствуют временам Вьетнамского конфликта.
Официальные дополнения:
- Battlefield Vietnam: World War II Mod

#### Battlefield 2
В июне 2005 года выходит третья по счёту часть Battlefield 2, отличие которой заключается в процессе игры уже в XXI веке. В многопользовательской игре детально обработан командный режим. Игроку предстоит сражаться за одну из пяти сторон: США, Китай, Коалиция стран Среднего Востока, Евросоюз и Россия (в дополнении Special Forces). Широкий ассортимент современного оружия, 30 видов транспортных средств и усовершенствованный командный режим сделали Battelfield 2 одной из лучших игр в истории мультиплеера.
Официальные дополнения:
- Battlefield 2: Special Forces
- Battlefield 2: Euro Forces
- Battlefield 2: Armored Fury

#### Battlefield 2142
Действие происходит в 2142 году, когда на планете началось глобальное похолодание, что привело к ледниковому периоду. Причиной войны оказались жизненно-важные человеку средства: земля, воздух, еда. Враждующие стороны делятся на две: Евросоюз (ЕС) и Паназиатская Коалиция (ПАК). Техника и оружие также разнообразны и в новом веке. Суть многопользовательской игры особо не отличается от предыдущих частей. Главное отличие заключается в создании нового режима «Титан» и в присутствии полосы уровня, с различными повышениями, наградами и медалями.
Официальные дополнения:
- Battlefield 2142: Northern Strike

#### Battlefield: Heroes

Графика в Battlefield Heroes

Многопользовательский шутер вселенной Battlefield вышедший в 2009 году, особенностью которого является отличительный графический стиль, приравненный к «мультфильму». Выбор армии делится на две: Королевская и Национальная, между которыми произошёл конфликт на Олимпийских Играх, каждая из них со своим уникальным набором оружия и техники. Официально выпущено 9 карт. Используемая в игре система Play 4 Free позволяет бесплатно её скачать, но и разработчикам будет доля — на рекламах и на генерации внешнего вида персонажа. C 14 июля 2015 года доступ к игре и официальному сайту считаются закрытыми. Заходя на сайт летом до 14 июля можно было увидеть обращение разработчиков, в котором сообщалось, что конфликт между Королевской и Национальной армией разрешён, и в связи с этим игру закрывают, причём с 1 июня доступ к регистрации нового аккаунта уже был закрыт, также было невозможно пополнение собственного счёта в игре.

#### Battlefield 2: Modern Combat
Версия игры Battlefield 2 для владельцев игровых консолей, значительно изменённая по сравнению с версией для PC — как геймплеем, так и содержанием. По сюжету, конфликт произошёл между НАТО и Китаем.

#### Battlefield: Play4Free
Сетевая компьютерная игра в жанре тактического шутера, разработанная Digital Illusions CE. Игра распространяется по модели free-to-play.
Игра анонсирована в ноябре 2010 года. Дата выхода 29 марта 2011. Как и сообщалось, классы бойцов и вооружение были взяты из Battlefield: Bad Company 2, а карты использовались из Battlefield 2. Противоборствующими сторонами являются США и Россия. Игра закрыта 14 июля 2015 года.

### ДвижокFrostbite Engine

#### Battlefield: Bad Company
Восьмая игра в серии игр Battlefield, вышедшая только на игровых консолях Xbox 360 и PlayStation 3. Кампания повествует о сражении четырёх солдат, которые, убивая и разрушая всё на своём пути, добывают золото. Многопользовательской игре уделено меньше внимания, но она ничуть не хуже предшественников.

#### Battlefield: Bad Company 2
Продолжение шутера 2008 года, где всё те же — сержант Редфорд, радист Свитвотер, подрывник Хаггард и протагонист Престон Марлоу продолжают бродить по миру, но уже в благих целях, захватить секретное оружие, дабы не поставить существование мира под угрозу. Улучшенная графика и переделанный геймплей сделали игру яркой и разнообразной. Полное уничтожение — важная часть игры, за это отвечает программное ядро нового поколения Frostbite. Дата выхода игры в России март 2010 (PC (Windows)) К марту 2010 года игра продалась тиражом 5 миллионов экземпляров.

#### Battlefield 1943
Вышедшая на консолях в 2009 году (а на PC дата выхода намечалась на 2010 год, но вскоре проект для PC отменили), является продолжением первой части, девятая по счёту в серии. Одиночная кампания отсутствует, а многопользовательская игра урезана до 24 игроков, по 12 за каждую сторону. Действие происходит на трёх тихоокеанских островах: Остров Уэйк, Остров Гуадалканал и Остров Иводзима; враждующие стороны: Японская империя и армия США. Игра распространялась исключительно цифровым путём.

#### Battlefield 3
В отличие от предыдущих игр серии, здесь кампания развивается как рассказ о событиях глазами разных солдат, с разных сторон наблюдавших развитие основного сюжета. Игра использует некое подобие социальной сети под названием «Battlelog». Разработчики говорят, что именно благодаря ей игра менее требовательна, чем могла бы быть.

#### Battlefield 4
Действие происходит через 6 лет после событий Battlefield 3 в 2020 году. Нам предстоит играть роль сержанта Дэниела Рекера, бойца элитного подразделения, известного как группа Tombstone.

#### Battlefield Hardline
Игра создана студией Visceral Games. Тематика игры — противостояние представителей закона и криминальных элементов. Дата выхода — 17 марта 2015 года.

#### Battlefield 1
Игра создана студией DICE. 6 мая 2016 года анонсирована следующая игра в серии. Действие игры разворачиваются в период Первой Мировой войны. Дата выхода 21 октября 2016 года.

#### Battlefield V
Игра создана студией DICE. Игра была анонсирована 16 мая 2018 года. Трейлер игры был показан 23 мая 2018 года. Действие игры разворачиваются в период Второй Мировой войны. Дата выхода игры: 20 ноября 2018 года.

#### Battlefield 2042
Анонсирована 9 июня 2021 года. Действие игры происходит в недалёком будущем, где Россия и США после череды глобальных природных катастроф начинают войну за дефицитные ресурсы: воду, еду и энергоресурсы. Разработчики заявляют, что размер и детализация карт будут самыми большими в серии. Также, на одном сервере будут находиться 128 игроков одновременно. Изначально выход игры планировался 22 октября 2021 года, но впоследствии релиз был перенесён на 19 ноября 2021 года.

#### Battlefield Labs
3 февраля 2025 года была анонсирована новая программа тестирования сообществом под названием «Battlefield Labs»Данная платформа представляет собой альфа-тест предстоящей, ещё не анонсированной части серии, куратором которой теперь является Винсент Зампелла. В игре будет присутствовать полноценная сюжетная компания, которой была лишена Battlefield 2042.

### Мобильные платформы
В начале октября 2012 года появляется информация о поиске студией DICE сотрудников для разработки для мобильных платформ, что говорит о желании и готовности студии к переносу и доработке Frostbite для планшетов и смартфонов. Согласно описанию будет сформирована небольшая команда для работы над известной серией студии, скорее всего, речь идёт о серии Battlefield. В конце октября 2013 года CEO Electronic Arts подтверждает, что ведётся работа над мобильной версией игры из серии Battlefield-Bad Company 2.

#### Battlefield Mobile
Battlefield Mobile была анонсирована DICE в апреле 2021 года. С конца сентября 2021 года проходил альфа-тест в Индонезии и на Филиппинах, выпуск игры в других странах планировался в 2022 году. 1 февраля 2023 года Electronic Arts объявила о закрытии Battlefield Mobile.